# Telnet
Telnet是一種應用層協議，使用於網際網路及區域網中，使用虛擬終端機的形式，提供雙向、以文字字串為主的命令列介面互動功能。屬於TCP/IP協議族的其中之一，是網際網路遠端登錄服務的標準協議和主要方式，常用於伺服器的遠端控制，可供使用者在本地主機執行遠端主機上的工作。
Telnet在1969年開發出來，在RFC 15定義，RFC 854定義了擴充功能。互联网工程任务组（IETF），在STD 8中，將其加以標準化，是最早形成的網際網路協議之一。

## 原理
使用者首先在電腦執行Telnet程序，連線至目的地伺服器，然後輸入帳號和密碼以驗證身份。使用者可以在本地主機輸入命令，然後讓已連接的遠端主機執行，就像直接在對方的控制台上輸入一樣。
傳統Telnet會話所傳輸的資料並未加密，帳號和密碼等敏感資料容易會被竊聽，因此很多伺服器都會封鎖Telnet服務，改用更安全的SSH。

## 應用

利用Telnet登入香港公共圖書館的資料查詢系統

- 圖書館利用Telnet及全球資訊網供讀者進行續借、預約及查詢記錄的服務。
- 多數的純文字式BBS仍使用Telnet，部分BBS提供SSH服務以提升安全性。
- 路由器、交換器及大部份的電信設備仍提供Telnet及SSH介面，以讓管理者連入進行設定及維護。

Microsoft Windows從Vista開始，不再預先安裝Telnet客戶端，使用者需要手動從控制台裡安裝才可使用。而在之前的Windows版本中，Telnet客戶端可隨時使用。

## 相關RFC文件

### 網際網路
- RFC 854, Telnet Protocol Specification
- RFC 855, Telnet Option Specifications
- RFC 856, Telnet Binary Transmission
- RFC 857, Telnet Echo Option
- RFC 858, Telnet Suppress Go Ahead Option
- RFC 859, Telnet Status Option
- RFC 860, Telnet Timing Mark Option
- RFC 861, Telnet Extended Options: List Option

## 编程界面
Delphi/C++Builder中，通过Indy，可以使用控件类TIdTelnetServer与TIdCmdTCPClient，分别扮作服务器端与客户端提供了编程设施。在客户端，发送消息时必须调用SendCh()方法，每次发送一个字符；接收数据通过OnDataAvailable事件自行编写处理函数。

## 参見
- BBS（電子公告牌系統）常見的telnet客戶端程式
- 命令列介面
- 等寬字型

## 外部連結
- Telnet的RFC文件列表（页面存档备份，存于）
- 香港公共圖書館 -- 純文字瀏覽圖書館目錄 （Telnet使用者端程式）[永久]